# Bergem
Bergem är ort i Luxemburg i kommunen Mondercange i kantonen Esch-sur-Alzette|.  Bergem ligger 306 meter över havet och antalet invånare är 1 535.

## Bildgalleri

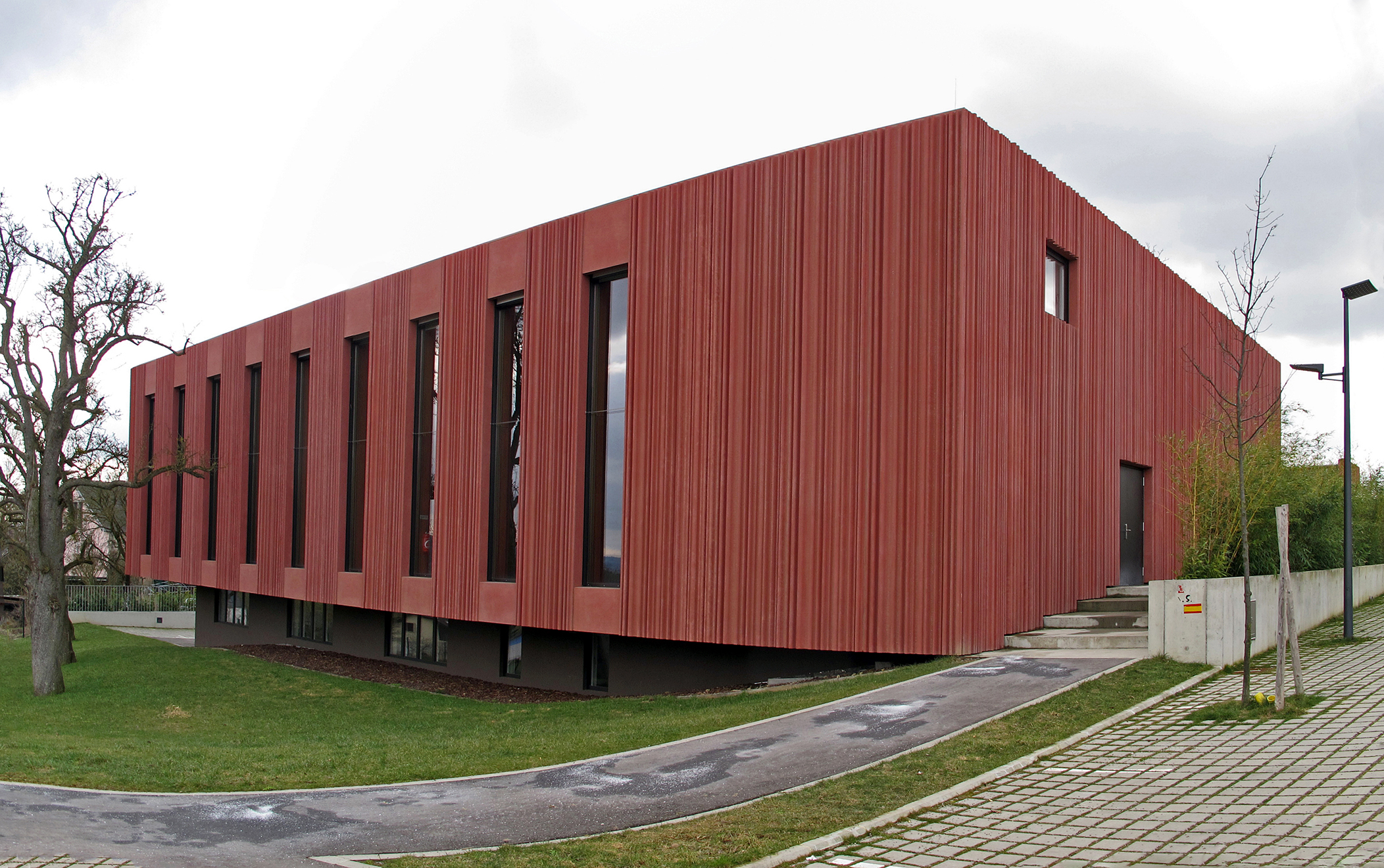
Bergems kulturcentrum